# Другий поділ Бенгалії
Другий поділ Бенгалії (1947) — остаточний поділ історико-культурної області Бенгалія, яка входила до складу колишньої  Британської Індії, між республіками Індія з переважаючим індуїстським населенням і Пакистаном, де переважали мусульмани, які отримали незалежність від Великої Британії. Другий розділ Бенгалії припав на 1947 рік, коли Індія здобула незалежність і Бенгалія була вдруге розділена на дві частини за релігійною ознакою. Східна частина Бенгалії, де переважали мусульмани, відійшла до Східного Пакистану (пізніше перетворившись в незалежний Бангладеш), а західна частина з центром в місті Калькутта — до сучасної  Індії.
Для довідки, перший поділ Бенгалії був ініційований британськими чиновниками в 1905 році, і завершився повною невдачею, так як під тиском як індуїстських, так і мусульманських народних мас єдина Бенгалія була відтворена вже до 1911 року.

## Наслідки
Розділ супроводжувався масовими, в тому числі насильницькими переміщеннями понад 12 мільйонів індуїстів та мусульман в утворені для них держави. При цьому ліквідація індуїзму в землях, що відійшли до мусульман, в тому числі в Східній Бенгалії, була повнішою, ніж ослаблення ісламу в  Індії. Так, частка індусів в  Східному Пакистані впала з 28,0% в 1941 році до 11,2% в 2001 році. У самій же Індії, незважаючи на відтік  мусульман, їх частка знову почала зростати через особливо високу народжуваність, з 10,7% в 1961 році до 13,8% в 2001 році. До теперішнього часу тривають релігійні конфлікти на ґрунті розділу.

## Див. Також
- Розділ Британської Індії (1947)